# غاريك شيرمان
غاريك شيرمان (بالإنجليزية: Garrick Sherman)‏ مواليد 18 أغسطس 1990، هو لاعب كرة سلة أمريكي. بدأ مسيرته الاحترافية في سنة 2014. يبلغ طوله 6 قدم 11 بوصة (2.1 م). لعب مع نادي كشالين لكرة السلة في الدوري البولندي لكرة السلة ونادي دينامو تبليسي لكرة السلة في دوري السوبر الجورجي لكرة السلة.

## روابط خارجية
- غاريك شيرمان على موقع كلية كرة السلة في سبورتس رفرنس.كوم (الإنجليزية)
- غاريك شيرمان على موقع ريلجم (الإنجليزية)
- غاريك شيرمان على موقع بروبوليرز (الإنجليزية)